# Pan'an (socken i Kina)
Pan'an (kinesiska: 潘安乡, 潘安) är en socken i Kina. Den ligger i provinsen Sichuan, i den sydvästra delen av landet, omkring 190 kilometer väster om provinshuvudstaden Chengdu. Antalet invånare är 1 968. Befolkningen består av 819 kvinnor och 1 149 män. Barn under 15 år utgör 16,0 %, vuxna 15-64 år 74 %, och äldre över 65 år 8,0 %.
Genomsnittlig årsnederbörd är 1 253 millimeter. Den regnigaste månaden är juni, med i genomsnitt 227 mm nederbörd, och den torraste är januari, med 13 mm nederbörd.